# 北条司
北条 司（ほうじょう つかさ、本名：北條 司、1959年〈昭和34年〉3月5日 - ）は、日本の男性漫画家・実業家。株式会社コアミックス設立者であり取締役、及び関連会社ノース・スターズ・ピクチャーズの取締役。福岡県小倉市（現在の同県北九州市小倉北区）出身。九州工業高校・九州産業大学芸術学部卒。トレードマークはサングラスで、公開されている写真や自画像のほぼ全てが着用した姿となっている。
1980年（昭和55年）に『週刊少年ジャンプ』（集英社）20号に掲載された『おれは男だ!』でデビューし、翌1981年（昭和56年）より開始された『キャッツ♥アイ』で連載デビュー。主に『週刊少年ジャンプ』を始めとした集英社の雑誌で活躍。その後2000年（平成12年）に堀江信彦らと共にコアミックスを設立し、同社が編集を行う雑誌に活動の場を移している。
代表作に『キャッツ♥アイ』・『シティーハンター』など。

## 来歴

### 幼少期
建設会社勤務の父親と専業主婦の母親の間の次男として、1959年（昭和34年）福岡県小倉市に生まれ、小学校からは北九州市内の八幡で過ごす。市立泉台小学校・市立高見中学校・私立九州工業高校・九州産業大学と進学し、高校までを北九州市内で、漫画家として上京するまでを福岡県内で過ごす。
物心ついた時には既に絵を描く事が好きで、北条の母の証言によると幼稚園時代には鏡に映った自分の手を熱心にスケッチするなどしていた。また、兄がアニメキャラクター等を模写していたのに対して北条は模写が苦手で、小さな頃からオリジナルの絵を描く事が多かったという。早生まれで体が小さかった事もあり、絵を描く事は北条にとって周りにも誇れる唯一の自己表現手段となっていった。漫画を読むのも好きではあったがテレビの方により夢中になっており、特に漫画に強い思い入れがあったわけではなかった。初めてコマ割りのある漫画を描いたのは小学校1年生の時であったが、これは「『ウルトラQ』よりもおもしろい漫画がある」と友人にホラを吹いたことをごまかすためのものであった。
このように幼少時から絵を描き続けていた北条であったが、小学2年生の時に担任の教師から「子供らしい絵を描け」などと絵をけなされる事件が起きる。北条にとって唯一の表現手段であった絵をけなされるのは自分を全否定されることに近く、この事件が強いトラウマとなって絵を描くことが嫌いになり、目立つことを恐れる暗い少年となってしまう。

### 少年時代
以降、北条は小説を大量に読むようになり、特に中学時代はSF小説を読み漁る生活を送る。また学校推薦映画となっていた『ひまわり』（ヴィットリオ・デ・シーカ）を観て衝撃を受け、様々な映画を観るようになる。ただし金がかかるので、映画館で観られるのは月1回程度であり、もっぱらテレビの洋画劇場で放映されたものを観ていた。
中学3年の時に漫画家を目指す友人が出来る。彼がペンを使い本格的に執筆している事に影響を受け、北条も本格的な執筆を始めるようになった。この友人とは別の高校に進学するも交流は続き、彼の呼びかけから漫画の同好会にも参加する。男女織り交ぜた6人で、共同の漫画執筆も始めたが未完に終わっており、この時の体験から自分に毎週漫画を描く漫画家生活は無理だと当時は思っていた。
その後、賞金を目当てに漫画の投稿を始め、金が無くなると新作を描いては投稿するという生活を始める。当初はジャンルを問わずに投稿をしていたが、努力賞でわずかな賞金しかもらえなかったことから、少女漫画への投稿は辞めている。一方で読者としては時おり目についた物を読む程度であり、週刊誌を買うようなことはせず、引き続き映画と小説の方により興味を持っていた。

### 大学時代・漫画家デビュー
高校を卒業後、福岡市内の九州産業大学へと進学し下宿生活を始める。大学では芸術学部デザイン学科に進んで広告デザインを学び、映画関係の仕事がしたいと考えていた。漫画は引き続き賞金目当ての投稿を続けており、喫茶店に通うようになったことから漫画もよく読むようになった。
金のない下宿生活の中で、第18回手塚賞の賞金が100万円である事を知り、応募を決める。それまでは手塚賞の存在を知りながらも『週刊少年ジャンプ』（集英社）主催である事を知らず、同誌を読んだ事もなかった。ちょうど手元にネームも描かずに一日1ページずつぐらいなんとなく描きためていた作品があった事から31頁にまとめて投稿。この作品「スペース・エンジェル」が準入選となって賞金20万円を手にした。審査委員を務めていた梶原一騎、本宮ひろ志はともに「構成力よりも絵のうまさを評価した」と選考コメントを残し、筒井康隆は「SFの設定自体は借り物だが、ツボを心得ている。長編の連載物に向いているのではないか」と評した。手塚治虫は「スペース・エンジェルの絵は、学生服を着せたらおもしろそう」と述べ、中野祐介も「作者は学園ものを描いたら楽しい作品ができそうだなと思いながら読んだ」との評を記した。以後、北条には集英社への入社一年目だった堀江信彦が担当編集に付く。
その後、描けば金になるとの理由から催促されるままに3編の読切を描き、そのなかの「おれは男だ!」が『WJ』に掲載されて在学中にデビューを果たす。

### 集英社時代
キャッツ♥アイ
大学を卒業するも漫画を描いて就職活動をしていなかったことから、とりあえずとして漫画家になることとする。ただし、北条は当初「地方でこつこつと短編を発表するような地味な漫画家でいい」と考えており、連載や上京の意志はなかった。しかし、読切として描いた『キャッツ♥アイ』（以下、C♥E） が好評であったことから、堀江は北条の知らぬところで同作を連載会議に掛け、連載を決定してしまう。そして「連載が決まり、アパートも用意したから2日後に上京してこい」と連絡を受けて半ば強引に上京させられ、あっという間に北条は連載生活へと入っていく。
当時の北条は慣れぬ連載には様々な面で苦労をし、連載終了後に本作の連載自体が漫画の練習であったことや、本作の印象としては「苦い思い出しかない」ことを語っている。同作は4年に渡り連載が続けられ、アニメ化される程のヒットを収める。
シティーハンター
『C♥E』の連載中の1983年に、第11回愛読者賞用の読切として「シティーハンター -XYZ-」を描き、愛読者賞を獲得する。同作は「『C♥E』の神谷真人（ねずみ）を主人公に」とのコンセプトで誕生した冴羽獠のデビュー作である。
1985年の「C♥E」終了の同年には、同作を元とした連載『シティーハンター』（以下、C.H.）を開始する。前作に続き『C.H.』もアニメ化され、6年以上に渡って連載が継続される代表作となる。しかし、連載の終了は4週間前に通告されるという突然なものであった。この事は北条に描き切っていないという強い思いを与え、後のリメイク作品『エンジェル・ハート』（以下A.H.）が誕生する原因となる。
青年誌への移籍
『C.H.』終了後はアクション物に対する疲れから植物との交流を描いた「こもれ陽の下で…」、担当の求めに応じて再びアクションを描いた「RASH!!」を連載するもいずれも短命に終わる。この時期は集英社との関係悪化等から漫画を描くことがつまらなくなり、漫画家をやめることも本気で考えていた。
その後、性別逆転夫婦を描いた「F.COMPO」を『週刊少年ジャンプ』で連載するつもりで企画するが、内容的に少年誌では難しいとの判断から、前年に創刊された青年誌『MANGAオールマン』へと移籍する。4年に渡って連載された同作は「この作品を描いても楽しめないようだったら廃業しよう」との思いで始められたリハビリのような作品であり、この成功により北条は一生漫画家としてやっていく自信をつける。

### コアミックスの設立
「F.COMPO」の連載を続ける中、2000年（平成12年）には堀江信彦・原哲夫・次原隆二・神谷明・根岸忠らと共に、株式会社コアミックスを設立。翌年、同社編集の新雑誌を創刊する準備に忙しくなったことから、『F.COMPO』の連載を終了する。
そして2001年（平成13年）5月に『週刊コミックバンチ』（新潮社発行）を創刊し、創刊号より『エンジェル・ハート』の連載を開始する。2004年（平成16年）にはコアミックスの関連会社として著作権管理等を業務として設立された株式会社ノース・スターズ・ピクチャーズ（以下、NSP）の取締役に就任している。
2010年（平成22年）のコアミックスと新潮社の契約満了に伴い、『週刊コミックバンチ』は休刊となり、コアミックスはNSPと徳間書店と共に後継紙の1つとなる『月刊コミックゼノン』を創刊する。これに伴い、「A.H.」は「エンジェル・ハート 2ndシーズン」に改題の上で『ゼノン』に移籍し、2017年（平成29年）7月号まで連載した。

## 年表
※ 掲載誌の記載がないものは『週刊少年ジャンプ』に掲載。
- 1959年（昭和34年） - 福岡県小倉市に生まれる[6]。
- 196?年（昭和4?年） - 市内八幡に引っ越す[7]。
- 1973年（昭和48年） - 九州工業高校に入学[6]。
- 1977年（昭和52年） - 高校を卒業し、九州産業大学に入学[6]。在学中に福岡市で下宿生活を始める[24]。
- 1979年（昭和54年） - りぼん漫画スクールに投稿した「パープリン」が「もうひと息賞」に選ばれるも編集部に「劇画っぽすぎる」と評される。第18回手塚賞に投稿した「スペース・エンジェル」が手塚治虫に「学生服が似合う絵」と評され[25]、準入選を取る[1]。
- 1980年（昭和55年） - 読切「おれは男だ!」でデビュー[2]。
- 1981年（昭和56年） - 大学を卒業[6]。「キャッツ♥アイ」の連載が決まり上京。連載デビュー（ - 1985年）[26]。
- 1982年（昭和57年） - 初の単行本『キャッツ♥アイ』1巻が4月に発売。
- 1983年（昭和58年） - 『キャッツ♥アイ』が初のテレビアニメ化。
- 1985年（昭和60年） - 『シティーハンター』連載開始（ - 1991年）。
- 1986年（昭和61年） - 「SPLASH! 」を『週刊少年ジャンプ特別編集 スーパージャンプ』に掲載。初の青年誌掲載。
- 1988年（昭和63年） - 初の短編集『天使の贈りもの (漫画)』が11月に発売。
- 1993年（平成5年） - 「こもれ陽の下で…」連載開始（ - 1994年）。
- 1994年（平成6年） - 「RASH!!」連載開始（ - 1995年）。少年誌最後の連載作品となる。
- 1996年（平成8年） - 「F.COMPO」を『MANGAオールマン』において連載開始（ - 2000年）。初の青年誌連載。
- 2000年（平成12年） -  堀江信彦らと共に株式会社コアミックスを設立[3]。
- 2001年（平成13年） - コアミックスが『週刊コミックバンチ』を創刊。同誌創刊号より「エンジェル・ハート」を連載開始。
- 2004年（平成16年） - コアミックスの関連会社として設立された、株式会社ノース・スターズ・ピクチャーズの取締役に就任[5]。
- 2007年（平成19年） - 『週刊コミックバンチ』2008年4.5合併号付録（2007年12月発売？）にて「ライアのまど」のキャラクターデザイン・絵コンテを製作。本作は「エンジェル・ハート」にミキが登場した時に冴子がプレゼントした絵本を元にしたイラスト・ブック。
- 2010年（平成22年） - 『週刊コミックバンチ』が休刊となり、後継雑誌となる『月刊コミックゼノン』をコアミックスの編集で創刊[23]。「エンジェル・ハート」を「エンジェル・ハート 2ndシーズン」に改題し、『ゼノン』創刊号より連載を継続（ - 2017年）。

## 作風
『C♥E』と『C.H.』の成功により、「美女とアクション」が代名詞のようにされていたが、北条本人としては少年誌に求められるものとして「アクションっぽいもの」を取り入れてはいたもののあくまで登場人物の心の流れをメインに描いており、こうした評価は不本意で「アクション作家のつもりはない」と述べている。『C.H.』の次となる連載作品『こもれ陽の下で…』はこうした評価に対する反発として、「美女とアクション」を徹底的に排したものとして始められている。
北条が自身で意識して描いたのは『F.COMPO』が最初ではあるが、『天使の贈りもの』『ファミリー・プロット』『少女の季節 - サマードリーム -』とそれ以前の作品でも家族関係が主題となっている作品は多く、友人より北条の作品の根底的なテーマは「家族愛」であるとの指摘を受けている。
上述の通り「美女」が代名詞となるようにその画力は高く、二階堂黎人は「絵が素晴らしく綺麗であり、セクシーな女性を描くのが得意であり、夜の描写が美しい」とその画力を評価している。
なお2000年に行われたインタビューでは、見出しに「美女の顔はみな同じ？」とされ、北条自身も「美女」については「顔の描き分けは全然していない」と語っている。北条によれば、読者の求める「北条美人」から外れない様に、敢えてそういった手法を採っているとのことである。

## 作品リスト

### 漫画作品
- 2017年5月現在。
- 各作品の詳細などについてはリンク先の各記事を参照。
- デフォルトでの表記は発表順。未発表作品については投稿した漫画賞の時期で代用。他列でのソート後に再度発表順でソートするには、最左列を利用する。
- 「種」欄は連載か短編かで2種に大別。3話以上のものを連載として扱った。
- 「収」・「文」・「自」欄は収録単行本またはイラスト集を「略号-x」の形で示す。ただし「文」欄と「大」欄ではそれぞれ、文庫判および大判短編集への再収録のみを扱う。略号対応については下記のものを除き、#漫画単行本を参照。
  - 略号 - 画1st：『北条司 ILLUSTRATIONS』、画20：『北条司 漫画家20周年記念 イラストレーションズ』、Z：『CITY HUNTER COMPLETE EDITON』Z巻
  - 「x」は各単行本内での収録順を示す。

■ : 連載作品、■ : 読切作品。
|      | 作品名                               | 種   | 発行     | 掲載誌                                            | 収    | 文    | 自   | 注記                                                                                  |
| ---- | ------------------------------------ | ---- | -------- | ------------------------------------------------- | ----- | ----- | ---- | ------------------------------------------------------------------------------------- |
| 0    | Ｚ                                   | Ｚ   | Ｚ       | 1970年代                                          | Ｚ    | Ｚ    | Ｚ   |                                                                                       |
| 1    | スペース・エンジェル 【手塚賞版】    | 短編 | ‐        | 雑誌未掲載（1979年投稿）                          | ‐     | ‐     | ‐    | 第18回手塚賞準入選作。単行本未収録。 後の愛読者賞用の作品とは同名の別作品。           |
| 1.5  | Ｚ                                   | Ｚ   | Ｚ       | 1980年代                                          | Ｚ    | Ｚ    | Ｚ   |                                                                                       |
| 2    | おれは男だ! 〔アナログ・ラプソディ〕 | 短編 | 集英社   | 週刊少年ジャンプ 1980年8月増刊号                  | 短1-2 | 文1-1 | ‐    | デビュー作。                                                                          |
| 3    | 三級刑事（サード・デカ）             | 短編 | 集英社   | 週刊少年ジャンプ 1981年1月増刊号                  | ‐     | ‐     | ‐    | 単行本未収録。原作：渡海風彦。                                                        |
| 4    | キャッツ♥アイ【読切版】              | 短編 | 集英社   | 週刊少年ジャンプ 1981年29号                       | キ-1  | ‐     | ‐    | 連載版の第1話として単行本に収録。                                                     |
| 5    | キャッツ♥アイ【連載版】              | 連載 | 集英社   | 週刊少年ジャンプ 1981年40号 - 1984年44号          | キ-2  | ‐     | Z-3  | 連載デビュー作。 アニメ化・映画化されている。 『Z』への収録は2話のみ。                |
| 6    | スペース・エンジェル 【愛読者賞版】  | 短編 | 集英社   | 週刊少年ジャンプ 1982年16号                       | ‐     | ‐     | ‐    | 第10回ジャンプ愛読者賞3位。 単行本未収録。 『C♥E』をベースとした スペースオペラ作品。 |
| 7    | シティーハンター —XYZ—               | 短編 | 集英社   | 週刊少年ジャンプ 1983年18号                       | 短1-4 | 文1-2 | Z-1  | 第11回ジャンプ愛読者賞1位。                                                           |
| 8    | シティーハンター —ダブル-エッジ—     | 短編 | 集英社   | フレッシュジャンプ 1984年2月号                    | 短1-5 | 文1-3 | Z-2  |                                                                                       |
| 9    | キャッツ♥アイ【後日譚】              | 短編 | 集英社   | 週刊少年ジャンプ 1985年6号                        | キ-3  | ‐     | ‐    | 連載版の後日譚で最終話として 単行本に収録。                                           |
| 10   | シティーハンター                     | 連載 | 集英社   | 週刊少年ジャンプ 1985年13号 - 1991年50号          | シ    | ‐     | ‐    | アニメ化・映画化されている。                                                          |
| 11   | ネコまんまおかわり♡                  | 短編 | 集英社   | 週刊少年ジャンプ 1986年6号                        | 短1-3 | 文1-4 | 自-4 |                                                                                       |
| 12   | SPLASH!                              | 短編 | 集英社   | WJ増刊 スーパージャンプ 1987年4月号               | 画1st | ‐     | ‐    |                                                                                       |
| 13   | SPLASH!2                             | 短編 | 集英社   | WJ増刊 スーパージャンプ 1987年6月号               | 画1st | ‐     | ‐    |                                                                                       |
| 14   | SPLASH!3                             | 短編 | 集英社   | スーパージャンプ 1988年11月号                     | 画1st | ‐     | ‐    |                                                                                       |
| 15   | 天使の贈りもの                       | 短編 | 集英社   | 週刊少年ジャンプ 1988年34号                       | 短1-1 | 文1-5 | 自-2 |                                                                                       |
| 16   | SPLASH!4                             | 短編 | 集英社   | スーパージャンプ 1989年4月号                      | 画1st | ‐     | ‐    |                                                                                       |
| 16.5 | Ｚ                                   | Ｚ   | Ｚ       | 1990年代                                          | Ｚ    | Ｚ    | Ｚ   |                                                                                       |
| 17   | TAXI DRIVER                          | 短編 | 集英社   | 週刊少年ジャンプ 1990年6号                        | 短2-3 | 文2-1 | ‐    |                                                                                       |
| 18   | ファミリー・プロット                 | 短編 | 集英社   | 週刊少年ジャンプ 1992年11号                       | 短2-2 | 文2-2 | 自-1 |                                                                                       |
| 19   | 少女の季節 —サマードリーム—          | 短編 | 集英社   | 週刊少年ジャンプ 1992年39号                       | 短2-4 | 文1-6 | 自-5 |                                                                                       |
| 20   | 桜の花 咲くころ                      | 短編 | 集英社   | 週刊少年ジャンプ 1993年3・4合併号                 | 短2-1 | 文1-7 | 自-3 |                                                                                       |
| 21   | こもれ陽の下で…                      | 連載 | 集英社   | 週刊少年ジャンプ 1993年31号 - 1994年5・6合併号    | こ    | ‐     | ‐    |                                                                                       |
| 22   | RASH!!                               | 連載 | 集英社   | 週刊少年ジャンプ 1994年43号 - 1995年09号          | ラ    | ‐     | ‐    |                                                                                       |
| 23   | SPLASH!5                             | 短編 | 集英社   | MANGAオールマン 1995年11月号                      | 画20  | ‐     | ‐    |                                                                                       |
| 24   | 蒼空の果て —少年たちの戦場—          | 短編 | 集英社   | 週刊少年ジャンプ 1995年16号・17号                 | 短3-1 | 文2-3 | ‐    | 原作：二橋進吾。                                                                      |
| 25   | 少年たちのいた夏 〜Melody of Jenny〜 | 短編 | 集英社   | 週刊少年ジャンプ 1995年28号・29号                 | 短3-2 | 文2-4 | 自-6 |                                                                                       |
| 26   | American Dream                       | 短編 | 集英社   | 週刊少年ジャンプ 1995年36・37合併号               | 短3-3 | 文2-5 | ‐    | 原作：二橋進吾。                                                                      |
| 27   | F.COMPO                              | 連載 | 集英社   | MANGAオールマン 1996年10号 - 2000年23号           | フ    | ‐     | ‐    |                                                                                       |
| 28   | THE EYES OF ASSASSIN                 | 短編 | 集英社   | MEN'S NON-NO 1997年6月号                          | 短4-3 | ‐     | ‐    | フルカラー作品。 デジタルワーク：永田太。                                             |
| 29   | Parrot                               | 短編 | 集英社   | MEN'S NON-NO 1997年7月号                          | 短4-1 | ‐     | ‐    | フルカラー作品。 デジタルワーク：永田太。                                             |
| 30   | AIR MAN                              | 短編 | 集英社   | MEN'S NON-NO 1997年8月号                          | 短4-4 | ‐     | ‐    | フルカラー作品。 デジタルワーク：永田太。                                             |
| 31   | CAT'S EYE                            | 短編 | 集英社   | MEN'S NON-NO 1997年9月号                          | 短4-5 | ‐     | ‐    | フルカラー作品。 デジタルワーク：永田太。                                             |
| 32   | Portrait of father                   | 短編 | 集英社   | MEN'S NON-NO 1997年10月号                         | 短4-6 | ‐     | ‐    | フルカラー作品。 デジタルワーク：永田太。                                             |
| 33   | Parrot                               | 連載 | 集英社   | BART3230 1998年12月号 - 1999年5月号               | 短4-2 | ‐     | ‐    | フルカラー作品。 デジタルワーク：永田太。                                             |
| 33.5 | Ｚ                                   | Ｚ   | Ｚ       | 2000年代                                          | Ｚ    | Ｚ    | Ｚ   |                                                                                       |
| 34   | エンジェル・ハート                   | 連載 | 新潮社   | 週刊コミックバンチ 2001年1号 - 2010年36・37合併号 | エ1   | ‐     | ‐    | 『C.H.』の並行世界を描いたリメイク作。 アニメ化・ドラマ化されている。                 |
| 34.5 | Ｚ                                   | Ｚ   | Ｚ       | 2010年代                                          | Ｚ    | Ｚ    | Ｚ   |                                                                                       |
| 35   | エンジェル・ハート 2ndシーズン       | 連載 | 徳間書店 | 月刊コミックゼノン 2010年12月号 - 2017年7月号     | エ2   | ‐     | ‐    | 『エンジェル・ハート』の続編。                                                        |

### 書籍

#### 漫画単行本
- 2017年7月現在。
- 書名が同じ物は【 】内の注記で区分をつけている。
- デフォルトでの表記は作品毎にまとめて初巻の発行順とし、短編集については最後にまとめた。他列でのソート後にデフォルトの順へと戻すには、最左列を利用する。
- 「判」欄はその書籍の判型をしめし、ハードカバー本については「H」を付記する。
- 「略」欄は上記#漫画作品の収録欄で用いている略号を示す。

■ : オリジナル、■ : 再出版、■ : 短編集。
|    | 書名                                                   | 発行     | レーベル               | 判   | 発行年          | 巻    | 注記                                                                     | 略  |
| -- | ------------------------------------------------------ | -------- | ---------------------- | ---- | --------------- | ----- | ------------------------------------------------------------------------ | --- |
| 1  | キャッツ♥アイ【JC版】                                  | 集英社   | ジャンプ・コミックス   | 新書 | 1982年 - 1985年 | 18    |                                                                          | キ  |
| 2  | キャッツ♥アイ【愛蔵版】                                | 集英社   | ‐                      | B6H  | 1994年          | 10    | 愛蔵版。                                                                 | キ  |
| 3  | キャッツ♥アイ【文庫版】                                | 集英社   | 集英社文庫コミックス版 | 文庫 | 1995年 - 1996年 | 10    | 文庫版。                                                                 | キ  |
| 4  | CAT'S♥EYE COMPLETE EDITON                              | 徳間書店 | 徳間コミックス         | A5   | 2005年 - 2006年 | 15    | 完全版。                                                                 | キ  |
| 5  | シティーハンター【JC版】                               | 集英社   | ジャンプ・コミックス   | 新書 | 1986年 - 1992年 | 35    |                                                                          | シ  |
| 6  | シティーハンター【文庫版】                             | 集英社   | 集英社文庫コミックス版 | 文庫 | 1996年 - 1997年 | 18    | 文庫版。                                                                 | シ  |
| 7  | CITY HUNTER COMPLETE EDITON                            | 徳間書店 | 徳間コミックス         | A5   | 2003年 - 2005年 | 32 +3 | 完全版。 +3はイラスト集 (X,Y巻)、短編集 (Z巻)。                          | シ  |
| 8  | こもれ陽の下で…                                        | 集英社   | ジャンプ・コミックス   | 新書 | 1994年          | 3     |                                                                          | こ  |
| 9  | RASH!!                                                 | 集英社   | ジャンプ・コミックス   | 新書 | 1995年          | 2     |                                                                          | ラ  |
| 10 | F.COMPO【SC版】                                        | 集英社   | SCオールマン           | B6   | 1997年 - 2001年 | 14    |                                                                          | フ  |
| 11 | F.COMPO【ZC版】                                        | 徳間書店 | ゼノンコミックスDX     | B6   | 2011年 - 2012年 | 11    | 出版社を変えての再出版。                                                 | フ  |
| 12 | エンジェル・ハート                                     | 新潮社   | BUNCH COMICS           | B6   | 2001年 - 2010年 | 33    |                                                                          | エ1 |
| 13 | エンジェル・ハート 2nd season                          | 徳間書店 | ゼノンコミックス       | B6   | 2011年 - 2017年 | 16    |                                                                          | エ2 |
| 14 | 天使の贈りもの 北条司短編集［1］                       | 集英社   | ジャンプ・コミックス   | 新書 | 1988年          | 1     | 1冊目の短編集。                                                          | 短1 |
| 15 | 桜の花 咲くころ 北条司短編集［2］                      | 集英社   | ジャンプ・コミックス   | 新書 | 1993年          | 1     | 2冊目の短編集。                                                          | 短2 |
| 16 | 少年たちのいた夏 〜Melody of Jenny〜 北条司短編集［3］ | 集英社   | ジャンプ・コミックス   | 新書 | 1996年          | 1     | 3冊目の短編集。                                                          | 短3 |
| 17 | 北条司短編集 Parrot 幸福の人                           | 集英社   | プレイボーイコミック   | B5   | 2000年          | 1     | 4冊目の短編集、ISBN 4-08-857040-5。 フルカラーでデジタルワークは永田太。 | 短4 |
| 18 | 北条司短編集1 シティーハンター - XYZ -                 | 集英社   | 集英社文庫コミックス版 | 文庫 | 2000年          | 1     | 短編集、JC版3冊を2冊にまとめた文庫版。                                   | 文1 |
| 19 | 北条司短編集2 少年たちのいた夏 〜Melody of Jenny〜     | 集英社   | 集英社文庫コミックス版 | 文庫 | 2000年          | 1     | 短編集、JC版3冊を2冊にまとめた文庫版。                                   | 文2 |
| 20 | 北条司短編集 天使の贈りもの                            | 集英社   | SCオールマン           | A5   | 2000年          | 1     | 愛蔵版、JC版からの自選短編集。                                           | 自  |

#### イラスト集
- 『北条司 ILLUSTRATIONS』集英社〈ジャンプ・コミックス デラックス〉1991年3月13日第1刷発行、ISBN 4-08-858150-4
- 『北条司 漫画家20周年記念 イラストレーションズ』集英社、2000年12月25日第1刷発行、ISBN 4-08-782598-1
- 『北条司 漫画家25周年記念 自選イラストレーション100』徳間書店、2005年12月13日初版発行、ISBN 978-4-19-862101-8

#### ガイドブック
- 『シティーハンターパーフェクトガイドブック』集英社、2000年1月25日第1刷、ISBN 4-08-782038-6
- 『エンジェル・ハート公式ガイドブック』新潮社〈BUNCHI COMICS〉2008年5月25日初版、ISBN 978-4-10-771398-8

### 映像作品
- 『エンジェルサイン』（2019年） - コアミックス主催「サイレントマンガオーディション」のアジア・ヨーロッパ・南米の受賞5作品を実写化したオムニバス映画。北条は総監督を務める。

## 関連人物

### 担当編集者
堀江信彦
デビュー前からの初代担当編集者で、共にコアミックスを設立するなど長く北条のパートナーを務めている。『C.H.』のヒロイン「香」の名前は当時生まれたばかりであった堀江の娘の名前から付けられている。北条の人物像について堀江は、「とても真面目」「義の人」と評しており、人との関わりを大切にする人と語っている。

### 漫画家仲間
原哲夫
同じく堀江が担当であった漫画家仲間。コアミックスの共同設立者の一人。
次原隆二
同じく堀江が担当であった漫画家仲間。コアミックスの共同設立者の一人。北条がまだ福岡に在住していたデビュー時期に、インフルエンザに倒れて原稿が落としかねない状況となり、近くにいる漫画家として紹介されて手伝いに入った事がある。

### 元アシスタント
井上雄彦
1988年から1年弱北条の元でアシスタントを務めていた。『C.H.』の完全版には「師匠・北条司から学んだ事」と題した文を寄稿している。また『A.H.』1500万部を記念した鼎談を梅澤・北条と行っている。
梅澤春人
井上と同じ時期に1年強ほどアシスタントを務めていた。『A.H.』1500万部を記念し、井上・北条と鼎談を行っている。
柳川喜弘
元アシスタント。『週刊少年ジャンプ』『コミックバンチ』で連載を持っていた。

### その他
神谷明
『C.H.』で冴羽獠役を担当した声優で、コアミックスの共同設立者の一人。神谷の事務所名「冴羽商事」は冴羽獠に由来している。北条とは家族ぐるみの交流があり、神谷が阪神・淡路大震災の復興チャリティとしてWITH YOUを結成した際には北条も参加している。
錦ソクラ
2017年より月刊コミックゼノン誌上にて、シティーハンターの公式スピンオフ作品である今日からCITY HUNTERを連載しており、参考書／「CITY HUNTER」 北条司として、同作品に名を連ねている。
えすとえむ
2018年よりシティーハンターの海坊主を主人公にしたCITY HUNTER外伝 伊集院隼人氏の平穏ならぬ日常をコミックタタン上に連載。キャラクター原案として北条の名が連ねられている。

### トリビュートイラスト関連
2010年に北条のデビュー30周年を記念し、北条のキャラクターを他の漫画家が描くトリビュート・ピンナップ企画が『週刊コミックバンチ』で2度行われた。同年の『バンチ』休刊後に後継紙となった『月刊コミックゼノン』では、新たなトリビュートイラストと『バンチ』での企画分のダイジェスト版を収録した『北条司30周年記念特製画集』が付録とされた。以下、この企画で寄稿した漫画家を列挙する。
- 「北条司 DEBUT 30TH ANNIVERSARY TRIBUTE PIN-UP」『週刊コミックバンチ』2010年4・5合併号
  - 井上雄彦／梅澤春人／朝基まさし／のりつけ雅春／新條まゆ／原哲夫
- 「Tsukasa Hojo Debut 30th Anniversary Tribute Pin-Up 2nd」『週刊コミックバンチ』2010年24号、第2弾トリビュートダイジェスト
  - 小畑友紀／芹沢直樹／高橋留美子／次原隆二／冨樫義博／渡辺航
- 『北条司30周年記念特製画集』（『月刊コミックゼノン』2012年1月号付録）
  - 久保ミツロウ／村田雄介／ヤマザキマリ／佐原ミズ／大島司／小野洋一郎